# صموئيل مارتينيز
صموئيل مارتينيز (بالإسبانية: José Samuel Martínez Lorente)‏ هو لاعب كرة قدم إسباني في مركز الوسط، ولد في 15 أبريل 1994 في أسبي في إسبانيا. لعب مع نادي إلتشي ونادي ريوس ديبورتيو.

## وصلات خارجية
- صموئيل مارتينيز على موقع Soccerway.com (الإنجليزية)
- صموئيل مارتينيز على موقع AS.com (الإسبانية)